# Lordul Primar al Londrei
Lordul Primar al Londrei (în engleză Lord Mayor of London) este primarul entității administrative City of London, având rangul de ministru, și conducătorul districtului financiar al Londrei (City of London Corporation). Nu trebuie confundat cu primarul Londrei, care conduce o suprafață mai mare a Greater London.
Lordul Primar este ales în fiecare an la sfârșitul lunii septembrie sau la începutul lunii octombrie și intră în funcție în noiembrie. A doua zi după inaugurare are loc Lord Mayor's Show, în timpul căruia are loc o paradă; Lordul Primar trece de la cartierul de afaceri al orașului Fleet Street la Westminster pentru a jura credință monarhului în prezența judecătorilor Curțile Regale de Justiție.
Rolul Lordului Primar este mai mult ceremonial și social decât politic; el are totuși importantul rol de a promova afacerile londoneze în străinătate; de asemenea, el îndeplinește funcția de Cancelar al City University.
Actualul Lord Primar este Alastair King, din 2024.